# Europawahl in Deutschland 1984
- SPD: 33
- Grüne: 7
- CDU: 34
- CSU: 7

Einschließlich Berliner Abgeordneten
- SOZ: 33
- RBW: 7
- EVP: 41

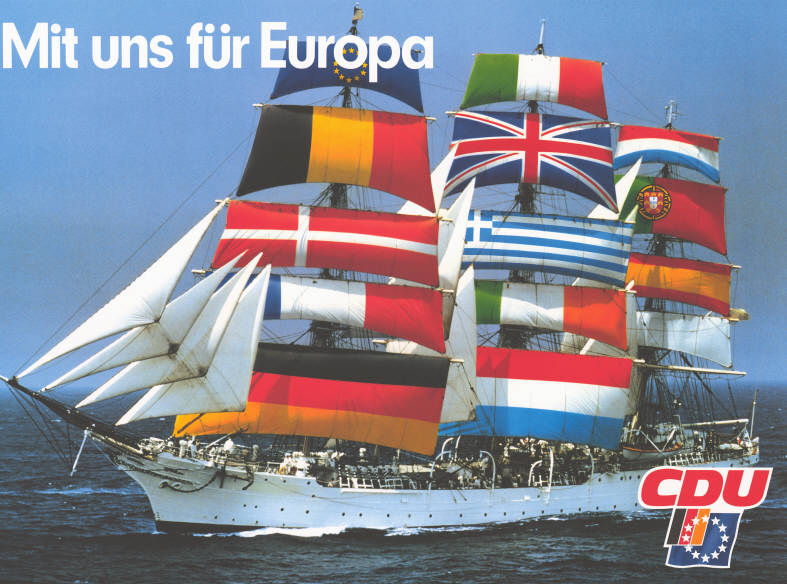
Wahlplakat zur Europawahl

Die Europawahl in Deutschland 1984 war die zweite Direktwahl von 78 deutschen Abgeordneten zum Europäischen Parlament. Sie fand im Rahmen der EU-weiten Europawahl 1984 am 17. Juni 1984 statt. Zur Wahl traten 14 Parteien und Sonstige Politische Vereinigungen an.
Drei weitere deutsche Abgeordnete wurden aus West-Berlin entsandt. Auf Grund des speziellen Status des Gebiets wurden diese nicht direkt, sondern vom Berliner Abgeordnetenhaus gewählt.

## Ergebnis
| Listen                   | Listen                                                                     | Stimmen    | %    | Mandate | +/- |
| ------------------------ | -------------------------------------------------------------------------- | ---------- | ---- | ------- | --- |
|                          | Christlich Demokratische Union Deutschlands                                | 9.308.411  | 37,5 | 34 a    | ±0  |
|                          | Sozialdemokratische Partei Deutschlands                                    | 9.296.417  | 37,4 | 33 a    | –2  |
|                          | Christlich-Soziale Union in Bayern                                         | 2.109.130  | 8,5  | 7       | –1  |
|                          | DIE GRÜNEN                                                                 | 2.025.972  | 8,2  | 7       | +7  |
|                          | Freie Demokratische Partei                                                 | 1.192.624  | 4,8  | –       | –4  |
|                          | Die Friedensliste                                                          | 313.108    | 1,3  | –       | Neu |
|                          | Nationaldemokratische Partei Deutschlands                                  | 198.633    | 0,8  | –       | Neu |
|                          | Frauenpartei                                                               | 94.463     | 0,4  | –       | Neu |
|                          | Deutsche Zentrumspartei                                                    | 93.921     | 0,4  | –       | ±0  |
|                          | Ökologisch-Demokratische Partei                                            | 77.026     | 0,3  | –       | Neu |
|                          | Wählergemeinschaft mündiger Bürger                                         | 52.753     | 0,2  | –       | Neu |
|                          | Europäische Föderalistische Partei – Europa Partei                         | 34.500     | 0,1  | –       | Neu |
|                          | Europäische Arbeiterpartei (EAP) im Verband der European Labor Party (ELP) | 30.874     | 0,1  | –       | ±0  |
|                          | Bayernpartei                                                               | 23.539     | 0,1  | –       | Neu |
| Gesamt                   | Gesamt                                                                     | 24.851.371 | 100  | 81      | –   |
|                          |                                                                            |            |      |         |     |
| Ungültige Stimmen        | Ungültige Stimmen                                                          | 387.383    | 1,5  |         |     |
| Wähler                   | Wähler                                                                     | 25.238.754 | 56,8 |         |     |
| Wahlberechtigte          | Wahlberechtigte                                                            | 44.465.989 |      |         |     |
|                          |                                                                            |            |      |         |     |
| Quelle: Bundeswahlleiter |                                                                            |            |      |         |     |

### Fraktionen im Europäischen Parlament
| Fraktion | Fraktion                              | Mandate | Partei                             | Partei                                      | Mandate |
| -------- | ------------------------------------- | ------- | ---------------------------------- | ------------------------------------------- | ------- |
|          | Fraktion der Europäischen Volkspartei | 41 / 81 |                                    | Christlich Demokratische Union Deutschlands | 34 / 81 |
|          | Fraktion der Europäischen Volkspartei | 41 / 81 | Christlich-Soziale Union in Bayern | 7 / 81                                      |         |
|          | Sozialistische Fraktion               | 33 / 81 |                                    | Sozialdemokratische Partei Deutschlands     | 33 / 81 |
|          | Regenbogenfraktion                    | 7 / 81  |                                    | Bündnis 90/Die Grünen                       | 7 / 81  |